# Shontelle
Shontelle Layne (ur. 4 października 1985) znana również jako Shontelle – pochodząca z Barbadosu piosenkarka i autorka tekstów.

## Wczesne lata
Urodziła się 4 października 1985 roku w Saint James na Barbadosie jako najstarsza córka Raymonda i Beverly Layne'ów. Ma dwie siostry Rayanę oraz Rheę. Jako młoda dziewczyna uczestniczyła w zawodach lekkoatletycznych. Shontelle była studentką w Harrison College. Uczęszczała do kampusu Uniwersytetu Indii Zachodnich na Barbadosie. Na jej drodze do zostania adwokatem stanęła wytwórnia SRC Records, ta sama, która wypromowała jej przyjaciółkę Rihannę. Shontelle stwierdziła, iż powróci na kolegium, ale również skoncentruje się na karierze muzycznej.
Przed wyjazdem do Stanów Zjednoczonych w 2007 roku napisała kilka utworów.

## Kariera
Shontelle przeniosła się do Miami i wspólnie z producentem Akonem, którego poznała przez SRC Records rozpoczęła pracę nad jej pierwszą płyta zatytułowaną Shontelligence, która ukazała się 18 listopada 2008 roku. Album zawierał utwory takie jak: T-Shirt, Stuck with Each Other oraz Battle Cry, otrzymał mieszane recenzje. Uzyskał 115 miejsce na notowaniu Billboard 200 oraz numer 24 na liście R&B/Hip-Hop Albums. Sprzedał się w ilości 20 000, więc został ponownie wydany 10 marca 2009 roku sprzedaż zwiększyła się wtedy do 50 000 głównie dzięki lepszej sprzedaży w Wielkiej Brytanii. Współpracowała z Beyoncé podczas trasy koncertowej I Am ... Tour. Drugi album pod tytułem No Gravity został wydany 21 września 2010 roku. Również wtedy Shontelle rozpoczęła trasę koncertową Sky tour. Towarzyszył jej Kevin Rudolf. Płyta zawiera przebój Impossible, który osiągnął sukces Stanach Zjednoczonych i Wielkiej Brytanii.

## Dyskografia

### Albumy studyjne
| 2008 | Shontelligence - pierwszy album studyjny - wydany 18 listopada - format CD, digital download | 115 | 24 | - | 147 | - |
| 2010 | No Gravity - drugi album studyjny - wydany 10 sierpnia - format CD, digital download         | 81  | -  | - | 23  | - |

#### Single
| Rok  | Singel                              | Pozycje na listach | Pozycje na listach | Pozycje na listach | Pozycje na listach | Pozycje na listach | Album          |
| Rok  | Singel                              | US                 | US Pop Songs       | CAN                | IRE                | UK                 | Album          |
| ---- | ----------------------------------- | ------------------ | ------------------ | ------------------ | ------------------ | ------------------ | -------------- |
| 2008 | "T-Shirt"                           | 36                 | 15                 | 41                 | 26                 | 6                  | Shontelligence |
| 2009 | "Stuck with Each Other"(feat. Akon) | -                  | -                  | -                  | 46                 | 23                 | Shontelligence |
| 2009 | "Battle Cry"                        | -                  | -                  | -                  | -                  | 61                 | Shontelligence |
| 2010 | "Impossible"                        | 13                 | 9                  | 33                 | 28                 | 9                  | No Gravity     |
| 2010 | "Perfect Nightmare"                 | -                  | 40                 | -                  | -                  | 148                | No Gravity     |
| 2011 | "Say Hello to Goodbye"              | -                  | 30                 | -                  | -                  | -                  | No Gravity     |

#### Gościnnie
| Rok  | Singel                                   | Pozycje na listach | Pozycje na listach | Pozycje na listach | Album            |
| Rok  | Singel                                   | FIN                | GER                | SUI                | Album            |
| ---- | ---------------------------------------- | ------------------ | ------------------ | ------------------ | ---------------- |
| 2007 | "Roll it"(feat. J-Status & Rihanna)      | 8                  | 33                 | 89                 | The Beginning    |
| 2012 | "Tonight"(feat. Timati)                  | -                  | -                  | -                  | SWAGG            |
| 2013 | "Perfect Day"(feat. DJ Antoine & B-Case) | -                  | -                  | 29                 | Sky Is the Limit |
| 2013 | "Stop Sign"(feat. Angelique Sabrina)     | -                  | -                  | -                  | N/A              |
| 2013 | "Gal Wan More"(feat. Elephant Man)       | -                  | -                  | -                  | Out of Control   |
| 2013 | "I'm In Love"(feat. Kato)                | -                  | -                  | -                  | N/A              |